# Vinnie Vincent Invasion
Vinnie Vincent Invasion – amerykański zespół glam metalowy założony przez byłego gitarzystę zespołu KISS, Vinniego Vincenta.

## Historia
Vinnie Vincent Invasion zostało utworzone przez Vinniego Vincenta w 1984 roku. W pierwszym składzie znaleźli się basista Dana Strum, perkusista Bobby Rock, i wokalista Robert Fleishmann. Debiutancki album Vinnie Vincent Invasion nie stał się wielkim hitem medialnym. Pierwszym singlem został utwór „Boyz Are Gonna Rock”. Po nagraniu albumu Robert Fleishmann odszedł z zespołu. Za niego dołączył wówczas Mark Slaughter, który wystąpił w teledysku do utworu „Boyz Are Gonna Rock”.
W 1988 roku zespół nagrał i wydał drugi album All Systems Go. Singel „Love Kills” znalazł się na ścieżce dźwiękowej filmu Koszmar z ulicy Wiązów IV: Władca snów i stał się najbardziej znanym utworem Vinnie Vincent Invasion. Zespół wydał jeszcze jeden singel z tego albumu – „That Time Of Year”.
Po trasie koncertowej „All Systems Go Tour” zespół rozpadł się. Od tego czasu nie został reaktywowany.

## Skład zespołu
Ostatni skład grupy:
- Vinnie Vincent – gitara rytmiczna, gitara prowadząca (1984–1989)
- Dana Strum – gitara basowa (1984–1989)
- Bobby Rock – perkusja (1984–1989)
- Mark Slaughter – wokal (1986–1989)

Byli członkowie:
- Robert Fleishmann – wokal (1984–1986)

## Dyskografia
Albumy
- 1986 – Vinnie Vincent Invasion
- 1988 – All Systems Go